# Mebon oriental
Mebon oriental (en khmer ប្រាសាទមេបុណ្យខាងកើត) és un temple del segle X situat a Angkor (Cambodja). Va ser construït durant el regnat del rei Rajendravarman II i s'erigeix sobre una illa artificial al centre del dipòsit, actualment sec, Baray Oriental.:73–75:116 Forma part del complex arqueològic d'Angkor, declarat Patrimoni de la Humanitat per la UNESCO.
El Mebon va ser dedicat al déu hindú Shiva i honra als pares del rei. La ubicació del temple reflecteix la preocupació dels arquitectes jmer amb l'orientació i els eixos cardinals. El temple va ser construït en un eix nord-sud amb el temple estatal de Rajendravarman II, Pre Rup, situat a uns 1.200 metres cap al sud als afores del baray. El Mebon també es troba en un eix est-oest amb el temple de Phimeanakas, una altra creació aixecada durant regnat de Rajendravarman II, situat a uns 6.800 metres cap a l'oest.
La construcció es va culminar el 953 dC seguint l'estil general de Pre Rup. Compta amb dos murs exteriors i tres nivells. S'usaren tota la gamma de materials de llarga durada propis de la construcció jemer: gres, maó, laterita i estuc. Hi ha una torre central en una plataforma quadrada a la part superior, envoltada per quatre torres més petites en les cantonades de la plataforma. Les torres són de maó i es poden observar forats que servien per ancorar l'estuc.
L'escultura en el Mebon oriental és variada i excepcional, i presenta elefants de dos metres d'altura a les cantonades del primer i segon nivell. Entre les escenes religioses destaquen les del déu Indra damunt del seu elefant Airavata, de tres caps, i Shiva sobre la seva muntura, un bou sagrat Nandi. La talla en llindes és particularment elegant.

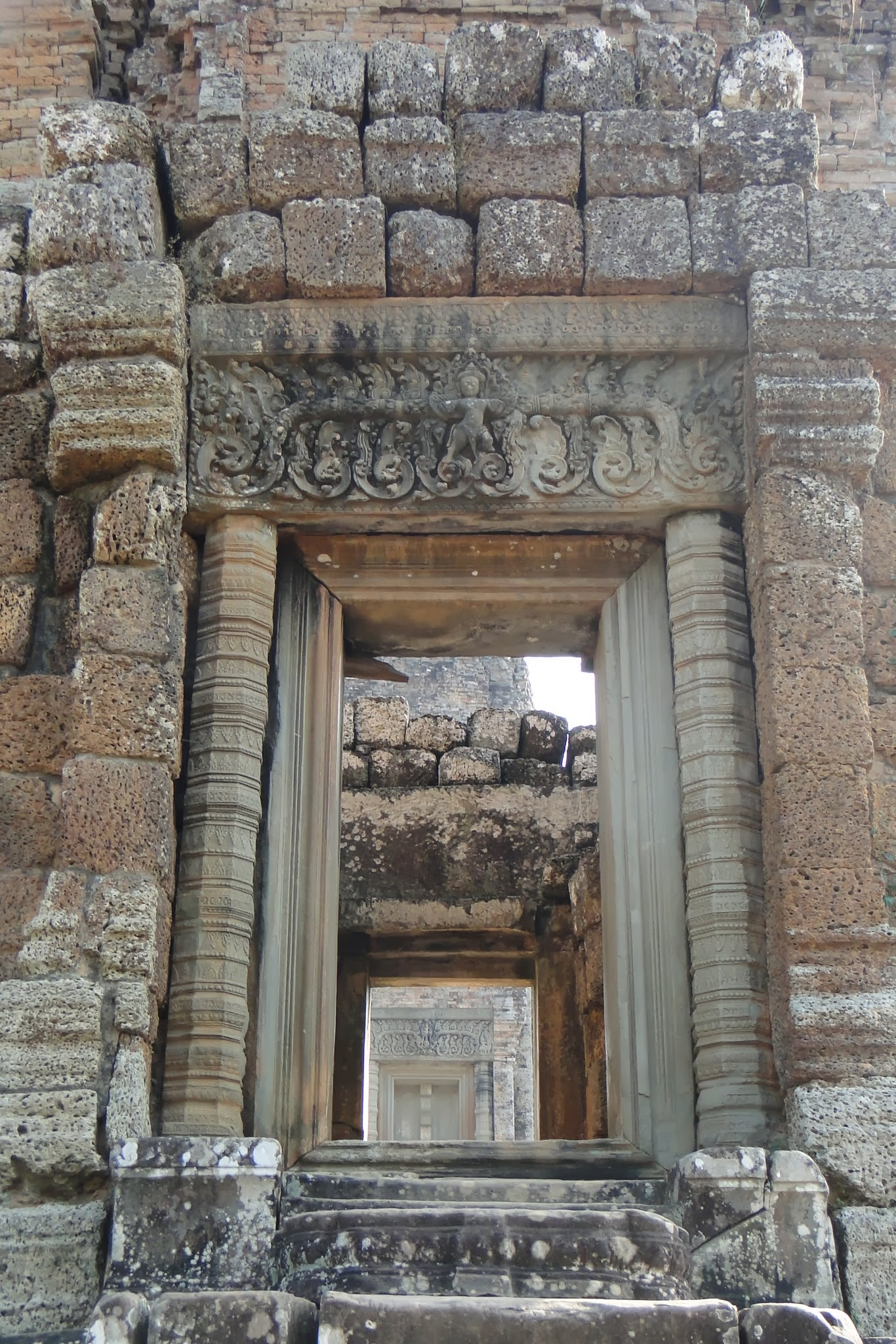
Porta principal
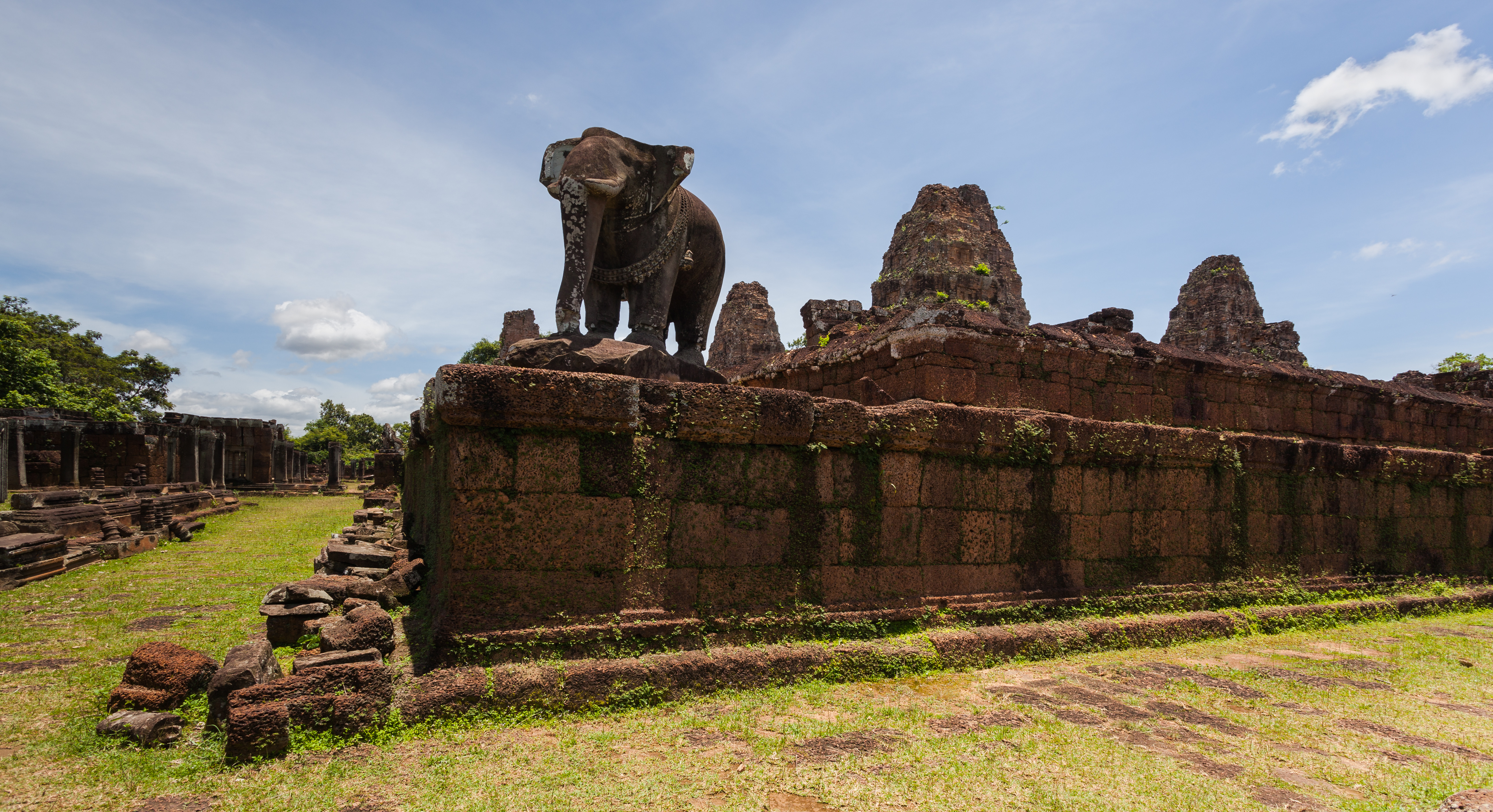
Elefant guardià
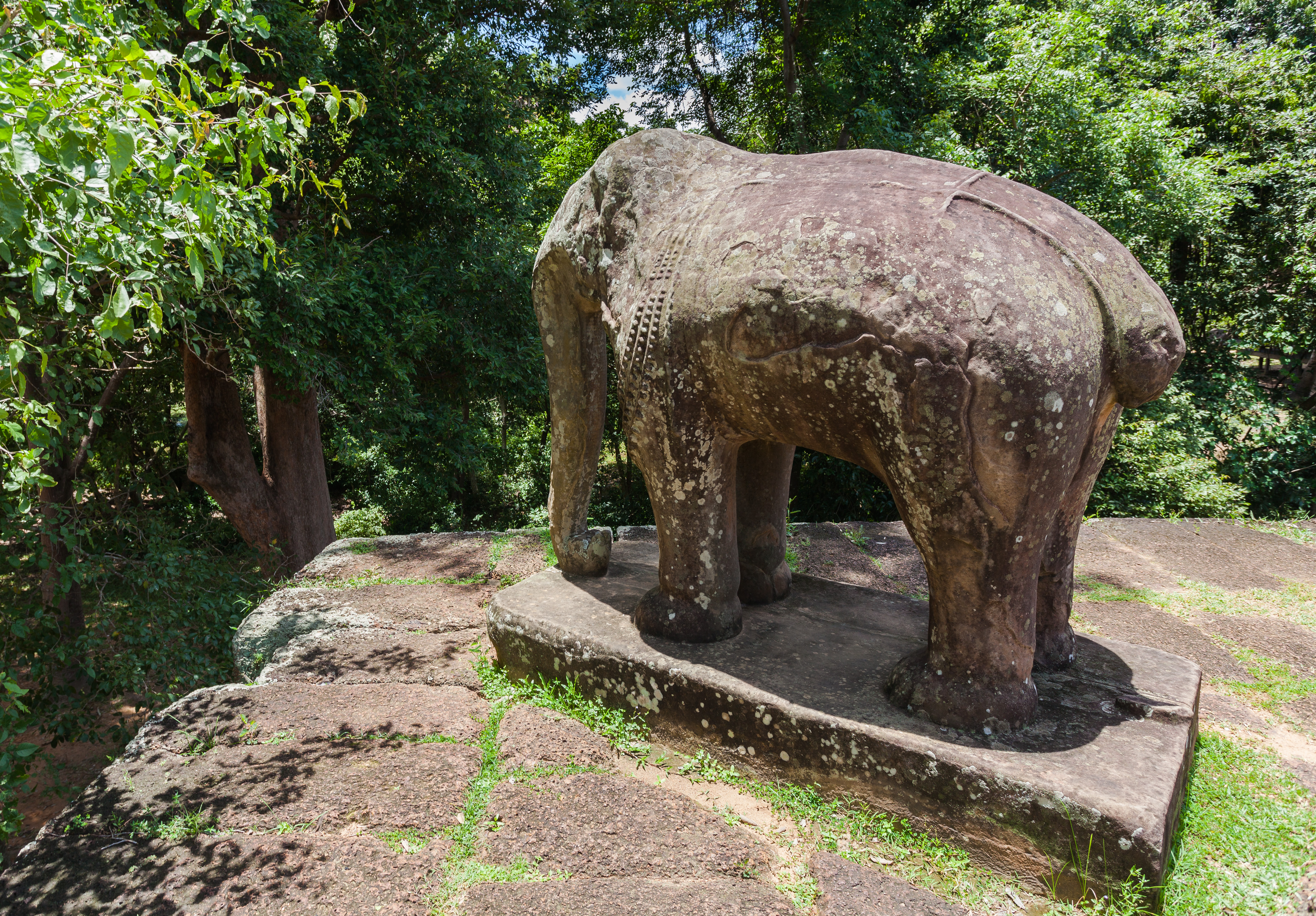
Escultura d'elefant
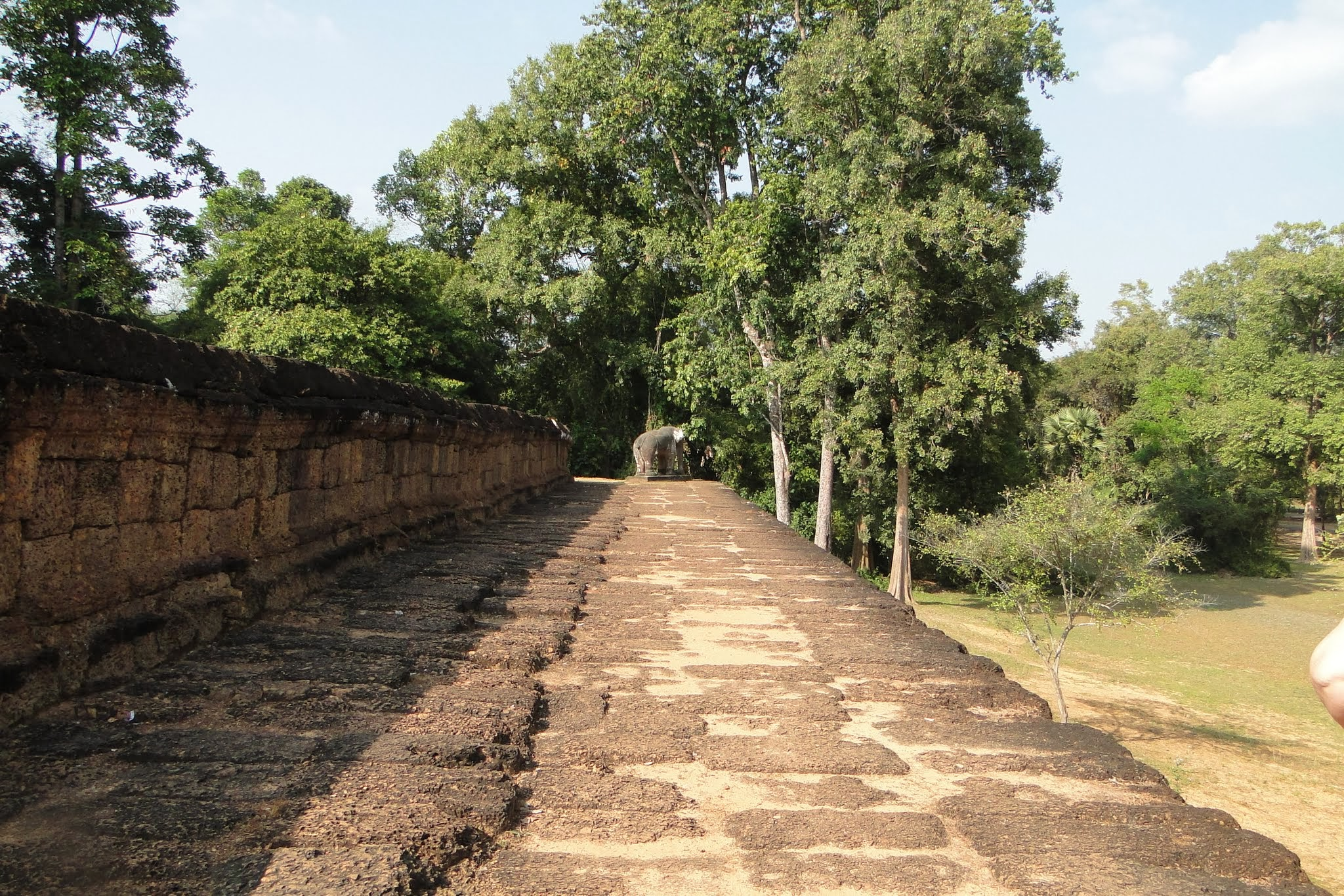
Lower terrace with elephant sculpture
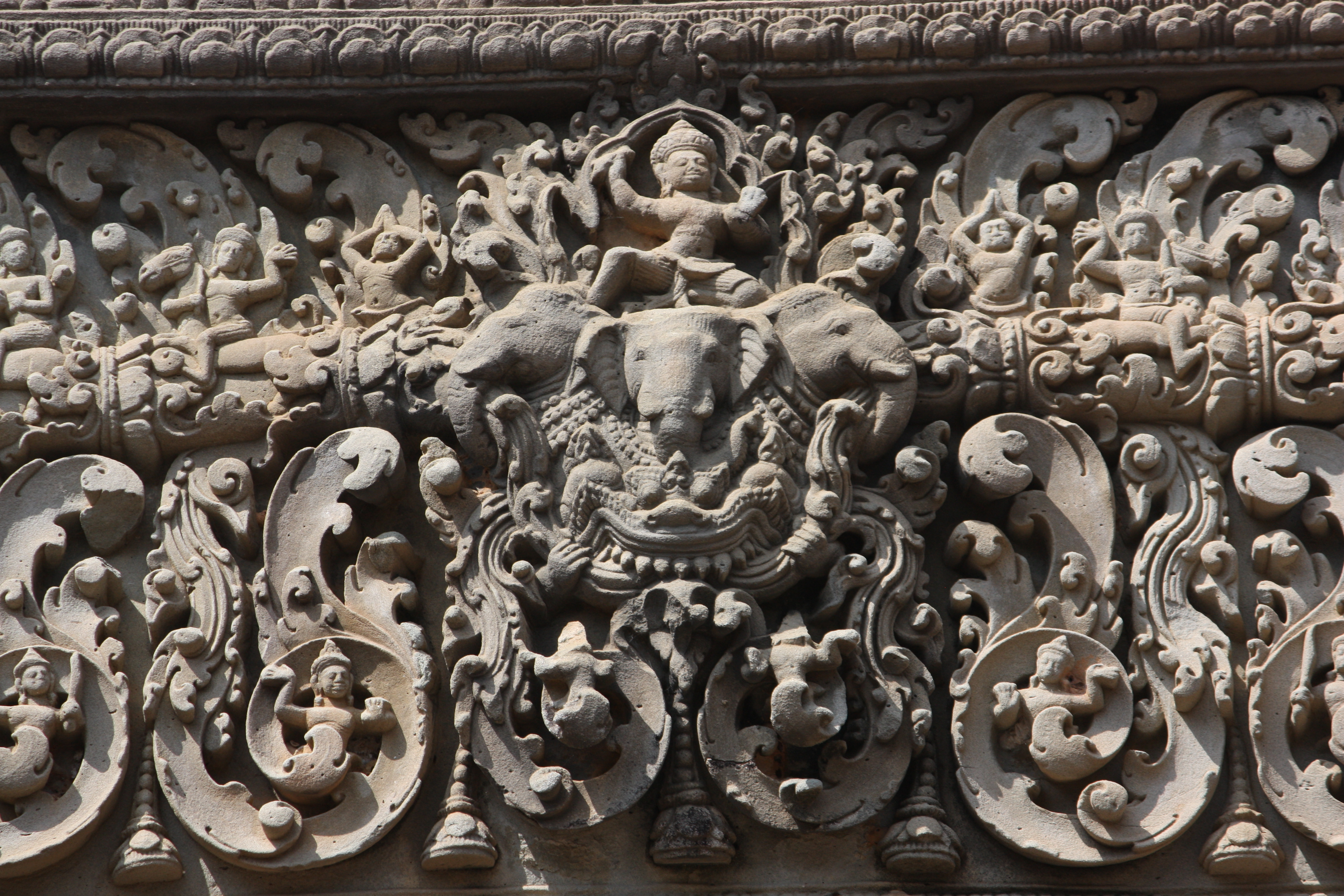
Llinda mostrant Indra a Airavata
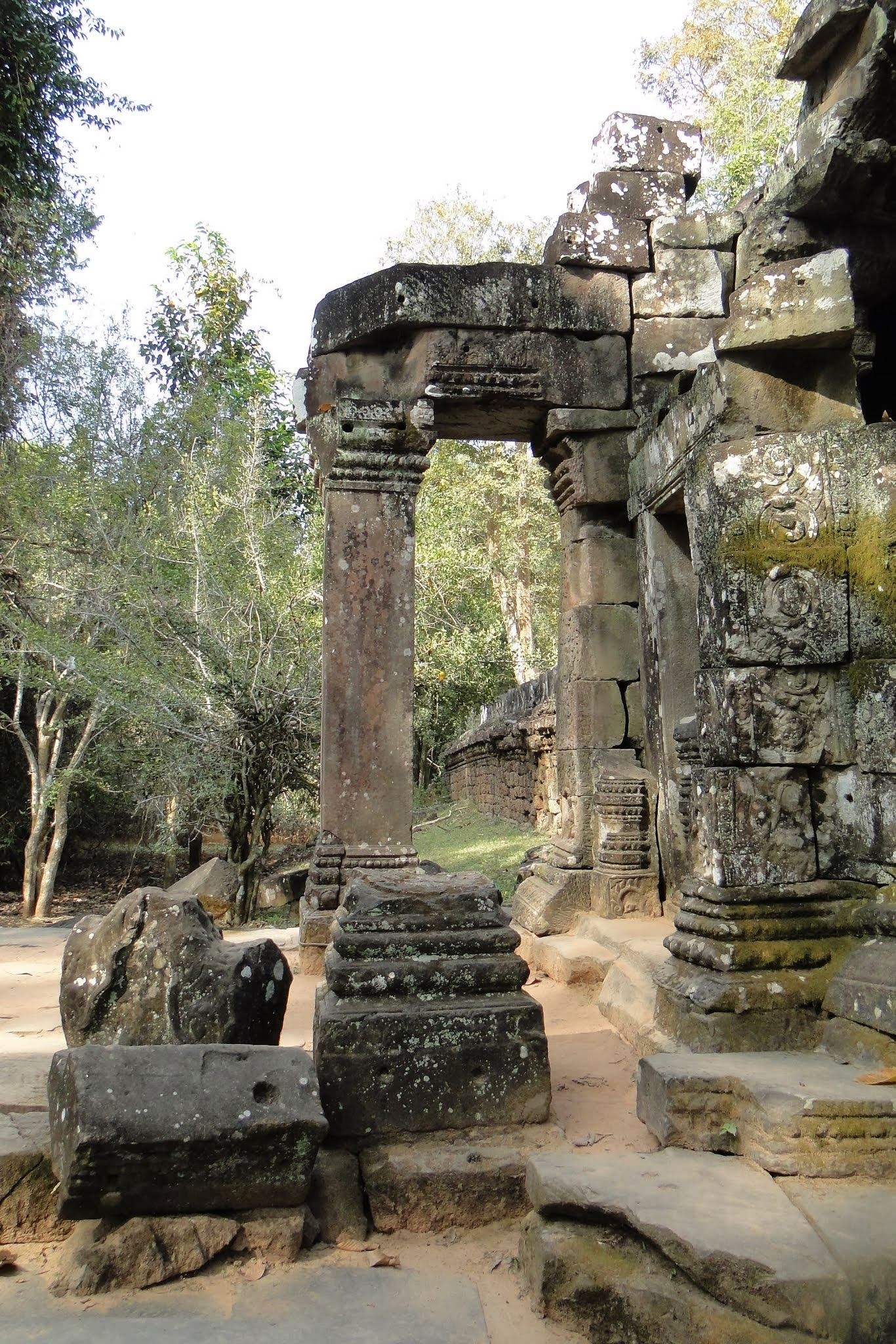
Detall
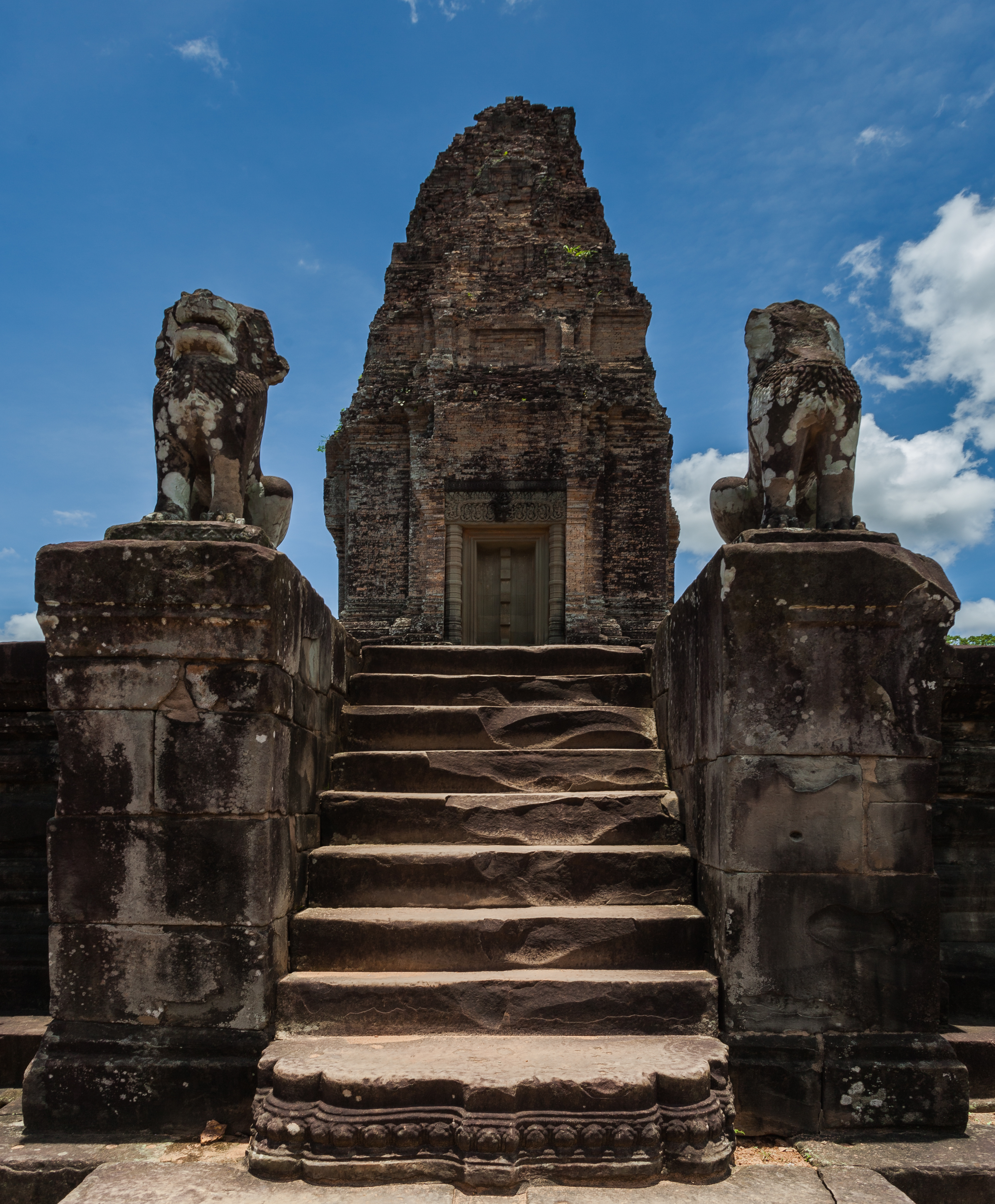
Escales d'accés al temple principal
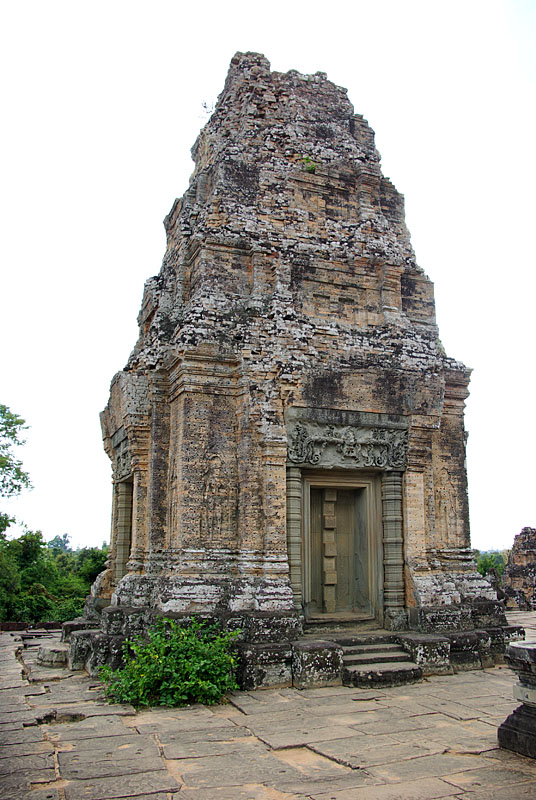
Temple central
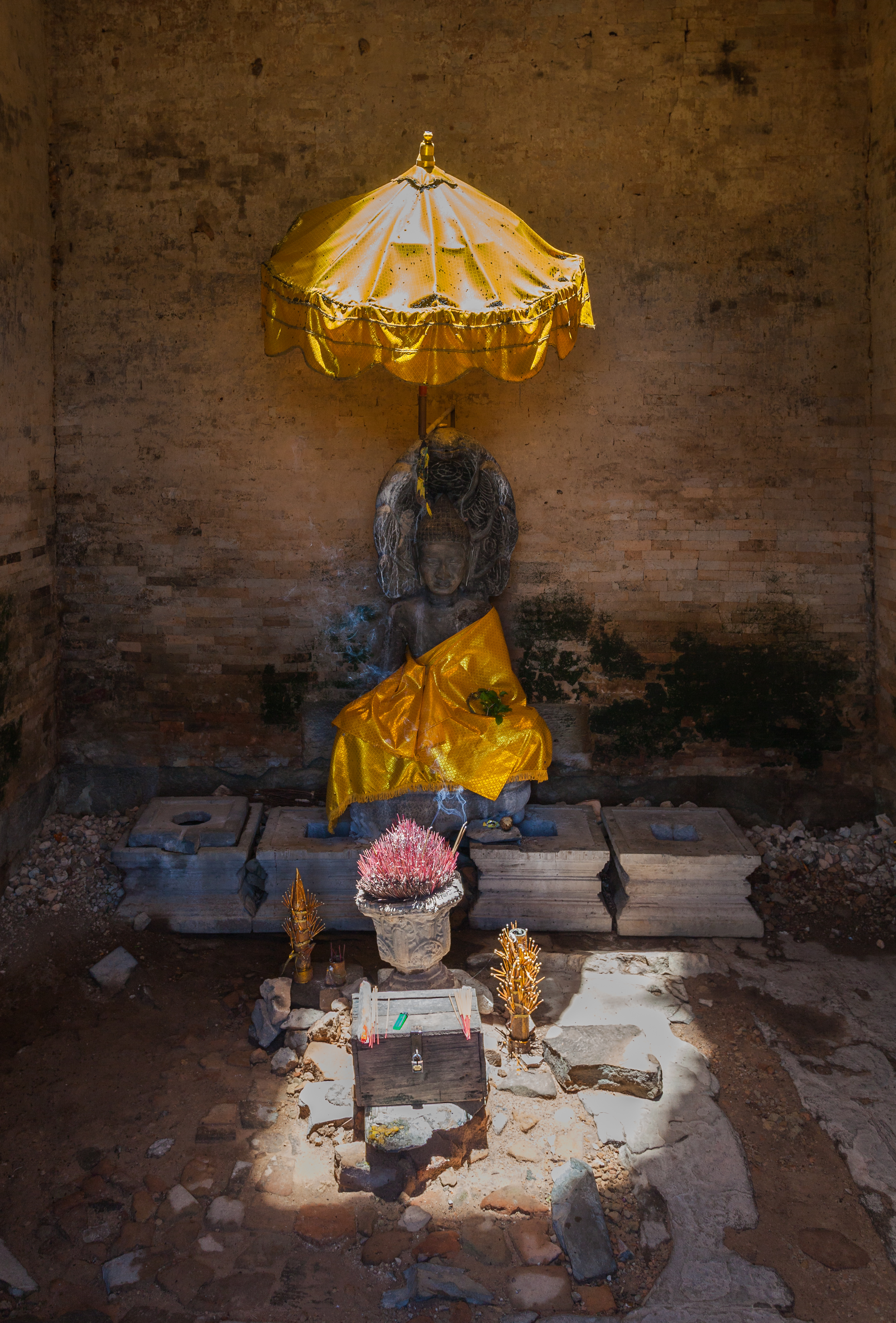
Interior del temple